# Rhamphomyia saintbaumensis
Rhamphomyia saintbaumensis är en tvåvingeart som beskrevs av Bartak 2007. Rhamphomyia saintbaumensis ingår i släktet Rhamphomyia och familjen dansflugor.
Artens utbredningsområde är Frankrike. Inga underarter finns listade i Catalogue of Life.